# Powiat strzelecki
Powiat strzelecki – powiat w Polsce, we wschodniej części województwa opolskiego, utworzony w 1999 roku w ramach reformy administracyjnej. Jego siedzibą jest miasto Strzelce Opolskie.
W skład powiatu wchodzą:
- gminy miejsko-wiejskie: Kolonowskie, Leśnica, Strzelce Opolskie, Ujazd, Zawadzkie
- gminy wiejskie: Izbicko, Jemielnica
- miasta: Kolonowskie, Leśnica, Strzelce Opolskie, Ujazd, Zawadzkie

Według danych z 31 grudnia 2019 roku powiat zamieszkiwało 74 300 osób. Natomiast według danych z 30 czerwca 2020 roku powiat zamieszkiwało 74 171 osób.

## Położenie
Historycznie teren powiatu leży na Górnym Śląsku.

## Demografia

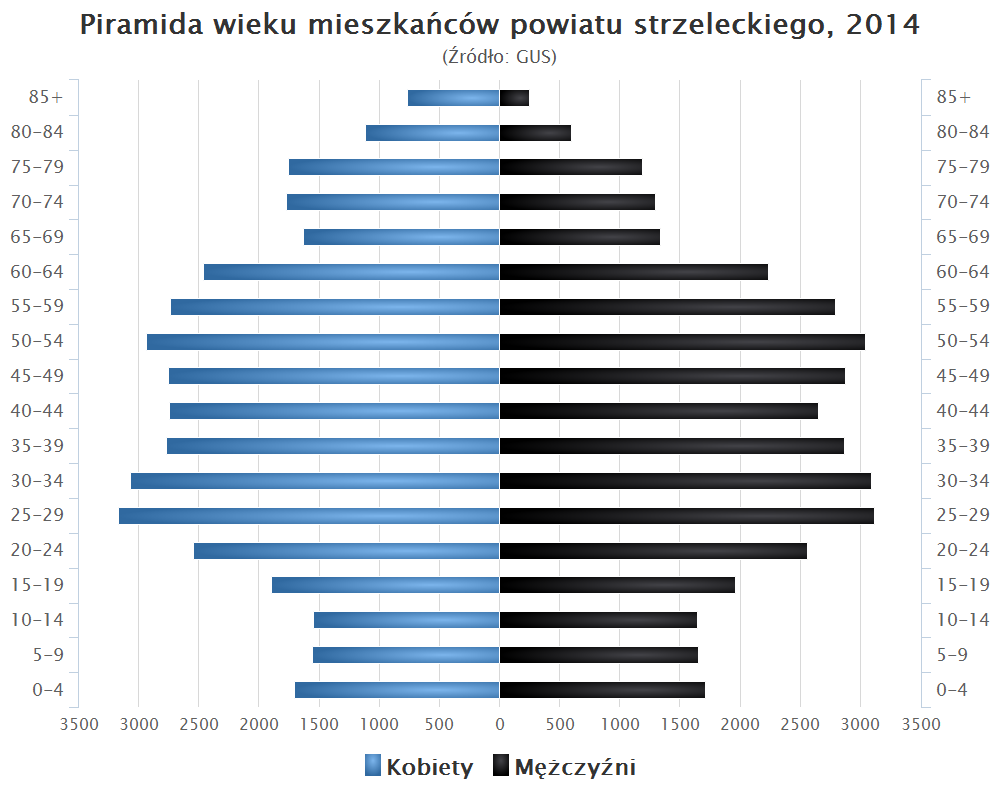
Piramida wieku mieszkańców powiatu strzeleckiego w 2014 roku

Liczba ludności (dane z 30 czerwca 2005):
|        | Ogółem | Ogółem | Kobiety | Kobiety | Mężczyźni | Mężczyźni |
| osób   | %      | osób   | %       | osób    | %         |           |
| ------ | ------ | ------ | ------- | ------- | --------- | --------- |
| Ogółem | 81 205 | 100    | 41 583  | 51,21   | 39 622    | 48,79     |
| Miasto | 36 669 | 45,16  | 18 900  | 23,27   | 17 769    | 21,88     |
| Wieś   | 44 536 | 54,84  | 22 683  | 27,93   | 21 853    | 26,91     |

▶Wieś vs ▶miasto
Ogółem (▶k, ▶m)
Miasto (▶k, ▶m)
Wieś (▶k, ▶m)

## Honorowi obywatele
- 2010 rok: Eugeniusz Szymaniec - wieloletni dyrektor Zespołu Szkół Zawodowych w Strzelcach Opolskich[6]

## Zasłużeni dla powiatu
- 2012 rok: ks. Werner Szygula - wieloletni proboszcz parafii św. Andrzeja Apostoła w Ujeździe[7]
- 2012 rok: Jan Cieślik - wieloletni dyrektor Liceum Ogólnokształcącego w Zawadzkiem[7]

## Sąsiednie powiaty
- powiat kędzierzyńsko-kozielski
- powiat krapkowicki
- powiat opolski
- powiat oleski
- powiat lubliniecki (śląskie)
- powiat tarnogórski (śląskie)
- powiat gliwicki (śląskie)